# Luis Rosadilla
Luis Rosadilla (Montevideo, 21 de desembre de 1953) és un polític uruguaià pertanyent al Corrent d'Acció i Pensament-Llibertat, sector integrant del Front Ampli. Va ser ministre de Defensa de l'Uruguai entre l'1 de març del 2010 i el 18 de juliol del 2011.

## Biografia

### Primers anys
Rosadilla va néixer a Montevideo, l'any 1953. Durant la seva infantesa va viure a Canelones, fins al 1964 quan va tornar al seu departament de naixença, més específicament al Cerrito de la Victoria.

### Actuació al MLN
Va realitzar els seus estudis primaris i secundaris en institucions públiques de la zona. El 1966, amb 13 anys, va començar a treballar com a confiter a una pastisseria. Mentre realitzava els seus estudis secundaris es va unir al MLN, raó per la qual va perdre la seva llibertat el desembre de 1973 després del cop d'estat. El seu compromís amb el MLN, segons les seves pròpies declaracions, era total. Va ser alliberat finalment el 1982, després de nou anys de presó. En sortir de la presó, es va guanyar la vida netejant llençols i roba que la seva mare, empleada domèstica, li aconseguia.

### Sortida de la dictadura
Amb la democràcia, el 1985 va contribuir en la reorganització del MLN. Va actuar a la direcció del Moviment 26 de Març (Movimiento 26 de Marzo), després a la del MLN, direcció que va integrar durant el període 1991-1992; va estar a la direcció del Moviment de Participació Popular durant el mateix període fins al 1993. Simultàniament, va fundar la seva pròpia pastisseria, el 1992, a la qual va treballar fins al 1999 quan el senador Eleuterio Fernández Huidobro el va convocar per a ser el seu secretari al Parlament, càrrec que va ocupar fins al 2004.

### Carrera política
Durant les eleccions d'octubre del 2004, Rosadilla va ocupar el cinquè lloc a la llista del MPP de diputats per Montevideo. La votació d'aquest sector li va valer ocupar una banca a la Cambra de Representants entre 2005 i 2009, en la qual va integrar i va presidir la Comissió de Defensa.
Va resultar reelegit per al càrrec durant les eleccions del 2009, aquest cop però pel Corrent d'Acció i Pensament-Llibertat.
El desembre del 2009, el president electe de l'Uruguai José Mujica el va nomenar ministre de Defensa, càrrec que va ocupar des de l'1 de març del 2010 fins al 18 de juliol del 2011, quan va ser succeït per Eleuterio Fernández Huidobro.